# بروفيسور طبي
البروفيسور الطبي عبارة عن درجة اكاديمية يتم تقديمها إلى أحد العاملين في المجال المهني المرتبط بالجامعة والذي يشارك في التعليم العملي للطلاب المحترفين. وبصفة عامة، لا توفر هذه الدرجة "مسارًا للمناصب"، ولكن يمكن أن تكون بدوام جزئي أو بدوام كامل، وتشتهر بالتركيز على التدريب على المهارات العملية مقارنة بالامور النظرية. وبالتالي، فإن أغلب أعضاء هذه الكلية يتوقع ان يكون لديهم قدر كبير من الخبرات في مجالات التخصصات الخاصة بهم، على عكس اغلب الكليات الأخرى، وينظر إلى ذلك على الأقل على أنه أمر هام يصل في اهميته إلى نفس درجة المؤهلات التعليمية.

## من أمثلة درجات البروفيسور الطبي
- البروفيسور الطبي العامل في مجال الطب
- البروفيسور الطبي العامل في مجال القانون
- البروفيسور الطبي العامل في مجال الأعمال
- البروفيسور الطبي العامل في مجال الممارسة المهنية (العديد من المجالات المهنية)